# Les Aventures de Nigel
Les Aventures de Nigel (en anglais, The Fortunes of Nigel) est un roman historique de l'auteur écossais Walter Scott, paru le 29 mai 1822 sous la signature « par l'auteur de Waverley, Kenilworth, etc. »
Le récit se déroule sous le règne de Jacques Ier, vers 1620. Un jeune noble écossais arrive à Londres pour tenter de recouvrer le montant d'un prêt que son père a jadis consenti au roi. Le lecteur s'immerge dans les dédales d'une grande ville où grouillent des créatures hautes en couleur, dont bon nombre d'Écossais : le roi, les courtisans, les riches bourgeois, les petits boutiquiers, les apprentis, les bateliers et jusqu'aux pires canailles des bas-fonds de Whitefriars…
Si la toile de fond est historique, le livre n'est pas centré sur un événement d'importance nationale comme le sont la plupart des romans de Walter Scott. Mais l'auteur laisse entendre qu'une sanglante guerre civile va se déclencher une vingtaine d'années plus tard : le thème central du livre est celui du noble altier, inconséquent, toujours en quête du bourgeois qu'il méprise, mais qui lui prêtera l'argent nécessaire à ses fredaines.

## Genèse
Sitôt achevé Le Pirate en octobre 1821, Scott commence à rédiger Les Aventures de Nigel. Il se base sur Ben Jonson et autres dramaturges de l'époque, qu'il a beaucoup lus. Lorsqu'il termine Les Aventures de Nigel, le livre suivant (Peveril du Pic) est déjà bien avancé.
The Fortunes of Nigel (Les Aventures de Nigel) est publié en trois volumes le 29 mai 1822, sous la signature By the Author of Waverley, Kenilworth, etc. (« par l'auteur de Waverley, Kenilworth, etc. ») :
- à Édimbourg par Archibald Constable & Co. ;
- à Londres par Hurst, Robinson & Co.[1].

## Introductions
En 1820, pour l'introduction du Monastère et pour celle de L'Abbé, Scott crée un personnage de fantaisie, le capitaine Clutterbuck, amateur d'antiquités. On le retrouve dans l'introduction de 1822 aux Aventures de Nigel, qui se présente sous la forme d'une « épître dédicatoire » adressée par Clutterbuck à un certain docteur Dryasdust. Le capitaine y raconte une entrevue qu'il aurait eue avec « l'auteur de Waverley ».
En 1831, à l'occasion de l'édition en langue anglaise de ses œuvres complètes, Scott rédige une seconde introduction aux Aventures de Nigel. Il y évoque la figure du véritable George Heriot (en) qui lui a inspiré le personnage du même nom. Puis, il justifie son choix de l'époque de Jacques Ier. Pour un auteur de fiction, elle est particulièrement intéressante par le contraste qu'offre ce qui subsiste des « anciennes coutumes rudes et sauvages de l’âge barbare » avec la renaissance de « la lumière de la science » et les « instructions de la religion renouvelée ou réformée ». Scott termine en donnant quelques précisions sur le sanctuaire de Whitefriars (en).

## Cadre historique
Élisabeth Ire meurt en 1603, sans enfant. Le roi d'Écosse Jacques VI, le fils de Marie Stuart, devient roi d'Angleterre et d'Irlande sous le nom de Jacques Ier.
Contrairement à son habitude, Scott ne rattache pas le récit à un événement historique. Il propose ici une intrigue imaginaire prenant pour toile de fond un passé réel. Cependant, on est une vingtaine d'années avant la première révolution anglaise (1642-1651), et Scott souligne que c'est durant le règne de Jacques Ier, monarque paisible, que se répandent les « germes de dissension » qui vont produire « une guerre civile sanglante et universelle ». Le livre se veut donc un tableau du « siècle orgueilleux où l'aristocratie, quoique minée de toutes parts et s'approchant du terme de sa chute, cherchait, par la profusion de ses dépenses et par l'éclat de son extérieur, à prouver sa supériorité sur les classes subalternes de la société ».

## Dates et lieux du récit
L'action se déroule sous le règne de Jacques Ier, vers 1620 : entre 1616 (année où Charles devient prince de Galles) et 1624 (année de la mort de George Heriot (en)).

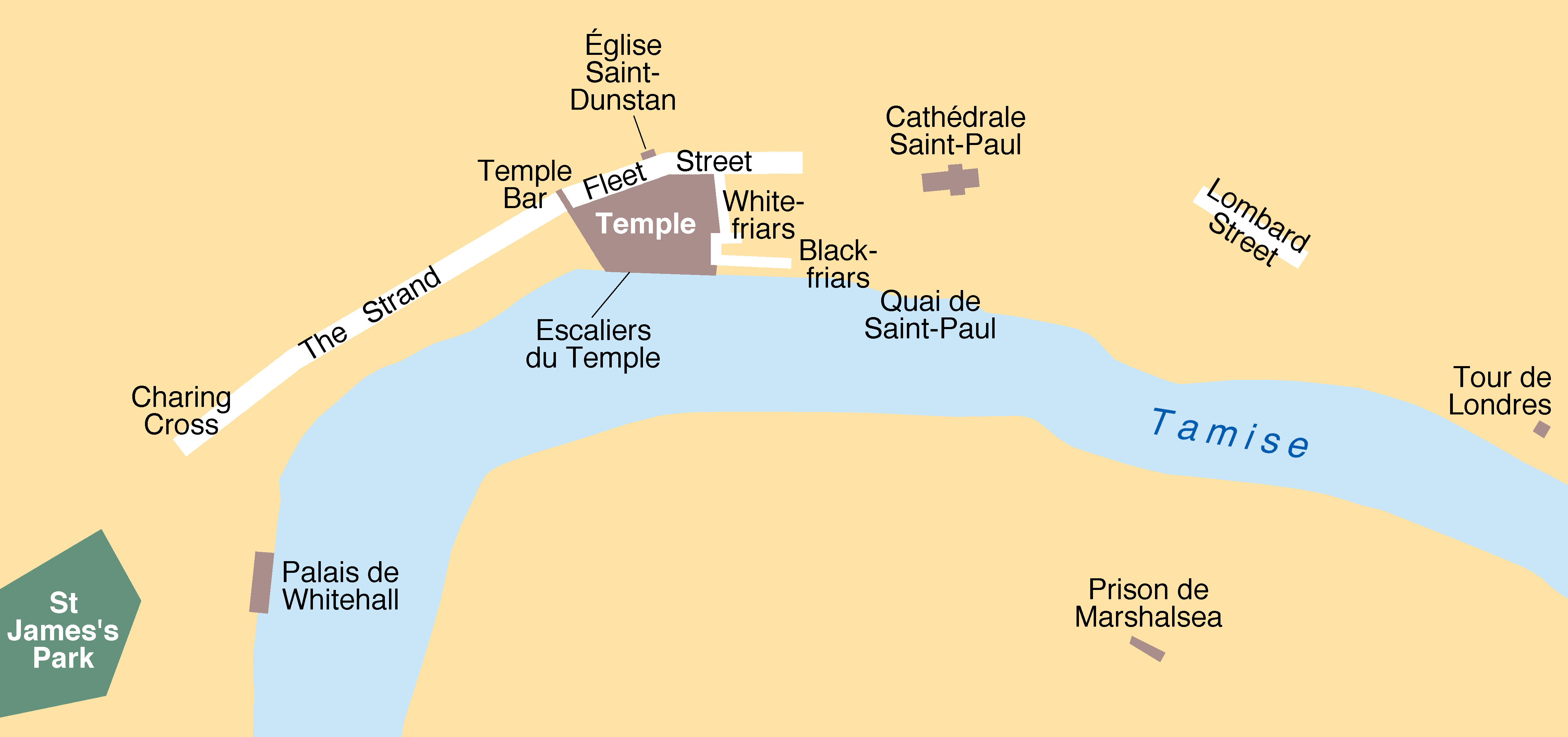
Lieux du récit, au centre de Londres.

Roman urbain, Les Aventures de Nigel concentre son action dans le Londres d'avant le grand incendie de 1666. On découvre d'abord les boutiquiers et artisans du quartier du Temple (en) (Temple Bar, Fleet Street), à l'activité rythmée par la cloche de l'église Saint-Dunstan (en). Le riche orfèvre George Heriot habite Lombard Street, dans la Cité, entre la cathédrale Saint-Paul et la tour de Londres.
Entre Fleet Street et Tamise, au pied des murs orientaux du Temple, le lecteur s'enfonce dans l'« Alsace (en) » (Alsatia), l'inquiétant sanctuaire de Whitefriars. À l'origine, en 1241, il s'agit d'un monastère de carmes, les « moines blancs » (white friars). Au XVe siècle, ses privilèges en font un espace d'immunité, un « sanctuaire ». Il devient un refuge pour les marginaux et les hors-la-loi, à certaines conditions. Au XVIe siècle, la Réforme anglaise dissout les monastères. Mais les privilèges d'immunité du lieu de Whitefriars sont maintenus. En 1608, par une charte, Jacques Ier les confirme et les étend. Sous son règne, le surnom d'Alsatia est donné au quartier, par allusion aux privilèges dont bénéficie l'Alsace.
Le roi vit près de St James's Park, dans son vaste palais de Whitehall. L'édifice (qui sera détruit par un incendie en 1698) se trouve au bord du fleuve, sur le site de l'actuel ministère de la Défense. Jacques Ier aime chasser dans son parc de Greenwich, qu'il a fait clôturer, à une douzaine de kilomètres en aval, au sud du palais de Placentia (aujourd'hui disparu).
L'attaque des brigands a lieu à une quinzaine de kilomètres au nord de la Tamise, dans l'ancienne forêt d'Enfield Chase, située dans ce qui est aujourd'hui le borough d'Enfield, dans le nord du Grand Londres.

## Résumé

### La dette du roi

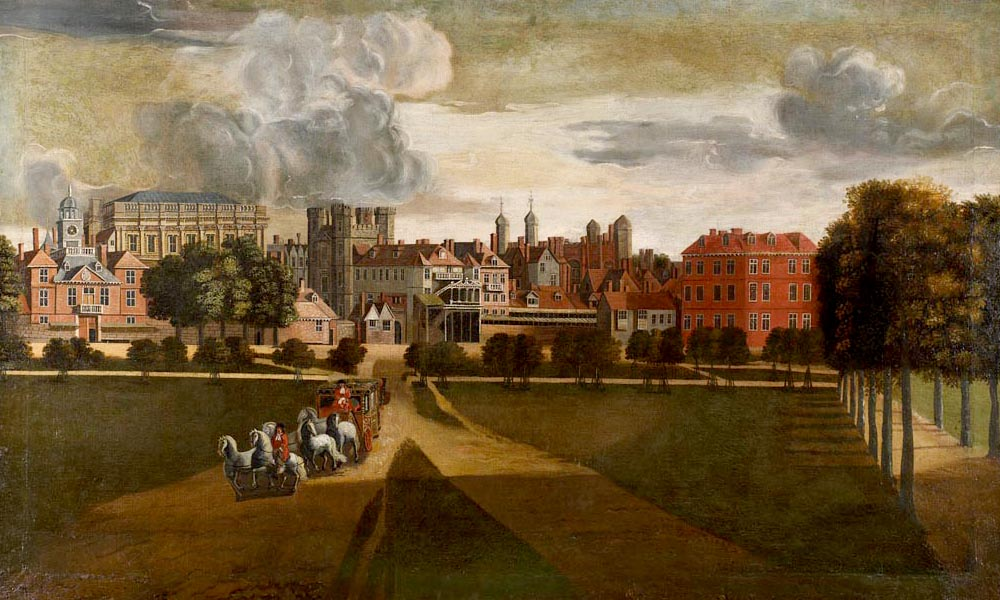
Le palais de Whitehall, où Nigel tente d'approcher le roi.

Le jeune orphelin écossais Nigel Olifaunt veut empêcher la vente du château de ses ancêtres et de son domaine de Glenvarloch. Dans ce but, il se rend à Londres pour obtenir le remboursement d'un prêt que son père a consenti autrefois au roi Jacques. Mais toutes ses tentatives pour faire parvenir ses suppliques échouent.
Nigel reçoit la visite d'un vieil orfèvre écossais, George Heriot (en), dont son père fut le bienfaiteur. Heriot éclaire Nigel sur les obstacles qui s'opposent à la réussite de sa demande : ses biens sont convoités par le duc de Buckingham, favori du roi et du prince Charles.
Sur l'insistance d'un autre Écossais, le comte d'Huntinglen, le roi finit par céder. Il signe une ordonnance de paiement pour la somme due.

### Les menées de Dalgarno
Lord Huntinglen souhaite que Nigel devienne l'ami de son fils, Dalgarno, favori du prince Charles et de Buckingham. Dalgarno, avec une lourde insistance, entraîne un Nigel très réticent dans un tripot pour jeunes gens à la mode, l'emmène au théâtre, lui fait rencontrer des artistes.

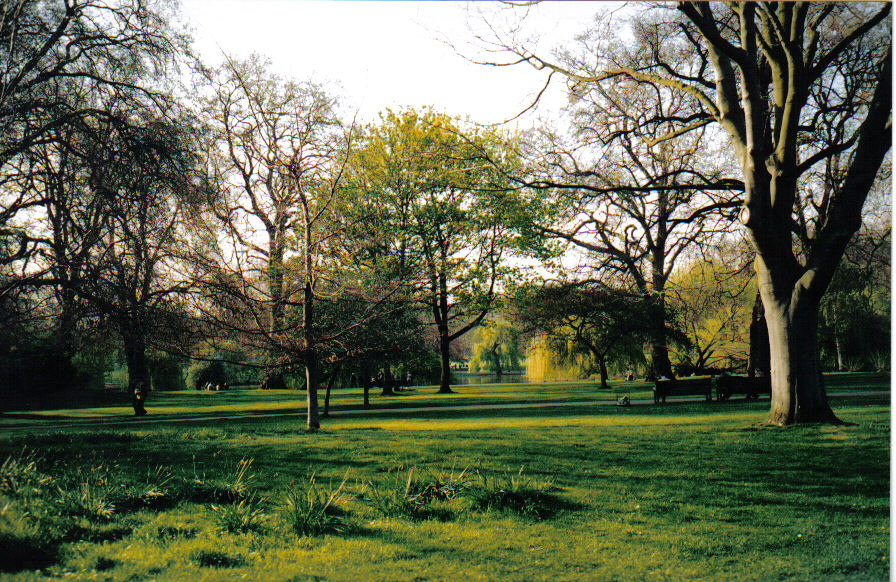
St James's Park, où Nigel sort son épée.

Nigel, cherchant à rendre exécutoire l'ordonnance du roi, éprouve des délais qui le portent à croire que l'on cherche à retarder l'expédition de son affaire.
Puis il apprend qu'on lui a taillé une réputation de débauché courant les tavernes, les théâtres et les tripots. Il apprend aussi que son ami Dalgarno, qui l'a entraîné dans cet univers, semble particulièrement actif dans la propagation de la rumeur. Nigel provoque Dalgarno en le frappant du plat de son épée, dans le parc royal de Saint-James, où il est interdit de se quereller. Risquant pour ce geste d'avoir le poignet droit tranché, il se réfugie en « Alsace (en) » (le sanctuaire de Whitefriars), antre du crime et de la misère.
Nigel est loin de se douter que Margaret — la fille d'un horloger écossais qu'il n'a fait qu'apercevoir chez Heriot — est amoureuse de lui en dépit de la différence de rang, et qu'elle œuvre à le tirer d'affaire. Elle charge Jin Vin, un apprenti de son père, de conduire Nigel à l'île aux Chiens. Là, un bateau viendra le chercher pour l'emmener en Écosse.
Nigel trouve à se loger à Whitefriars, chez le vieil usurier Trapbois. La nuit suivante, Trapbois est assassiné, tandis que sa fille Martha est sauvée par Nigel. Jin Vin vient alors en barque chercher ce dernier, afin de descendre la Tamise jusqu'à l'île aux Chiens. Martha décide de partir avec eux, emportant la fortune de l'usurier. Nigel fait déposer Martha et son lourd coffre au quai Saint-Paul. Martha rencontre par hasard Richie Moniplies, le valet de Nigel, qui la prend sous sa protection. Nigel, pendant ce temps, exige d'être débarqué à Greenwich, où il espère rencontrer le roi.

### Nigel prisonnier

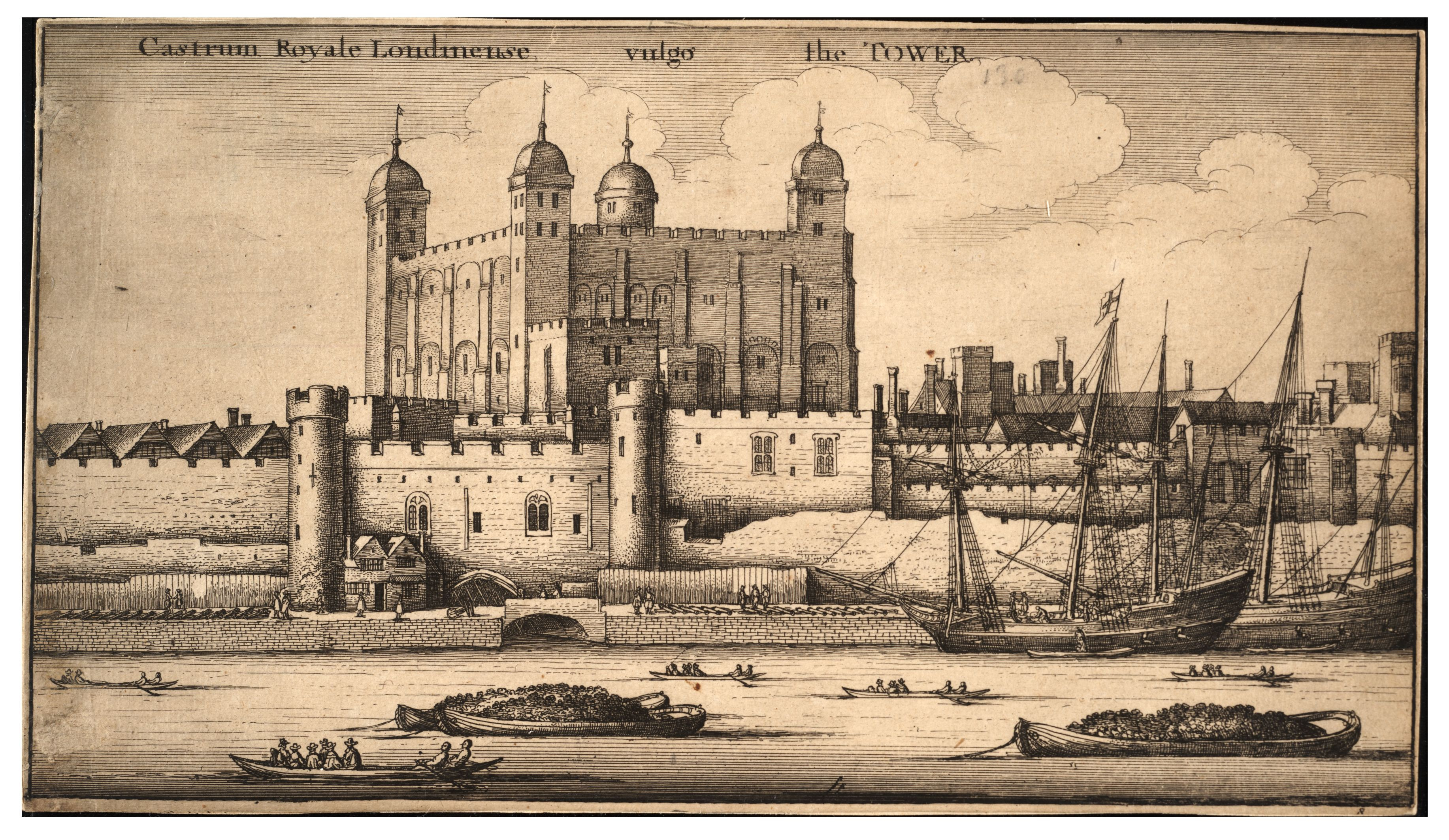
La tour de Londres au XVIIe siècle.

Il s'introduit dans le parc, où le roi chasse. Mais l'apparition de Nigel, qui est armé, effraie le souverain. Convaincu de tentative de régicide, Nigel est emprisonné à la Tour de Londres, en attendant d'être écartelé. Là, on lui donne pour compagnon de cellule un jeune homme qui n'est autre que Margaret, déguisée. Elle s'était introduite dans le parc pour faire remettre au roi une pétition de lady Hermione, une femme honteusement séduite et abandonnée par Dalgarno. Elle voulait en même temps, mais elle ne le dit pas, plaider la cause de Nigel.
Surgit alors John Christie, l'ancien hôte de Nigel. Il accuse ce dernier d'avoir séduit et enlevé son épouse, dame Nelly.
À Christie, succède un George Heriot accablé. Il reproche à Nigel de s'être adonné au jeu ; d'avoir provoqué en duel Dalgarno, fils d'un de ses bienfaiteurs ; d'avoir enlevé la femme de son hôte ; d'être responsable de la disparition de Martha et de son trésor… Il en vient ensuite à la transaction faite quelques semaines auparavant. La situation où se trouve à présent le jeune homme alarme les créanciers. Ils insistent pour entrer en possession des biens, à moins qu'on ne leur paie la créance. Pour comble d'infortune, Nigel s'est fait voler l'ordonnance du roi qui aurait permis à Heriot de recevoir l'argent. Heriot le soupçonne de l'avoir jouée aux dés. Enfin, ayant reconnu Margaret sous son déguisement, il soupçonne Nigel d'avoir abusé d'elle.
Heriot fait extraire Margaret de la cellule, et l'emmène. Nigel reçoit un nouveau visiteur, le cynique sir Mungo qui lui apprend que le roi renonce à l'accusation de régicide. Mais la faute commise dans le parc de Saint-James mérite toujours châtiment. Sir Mungo se plaît à raconter par le menu le supplice de la main coupée. Par ailleurs, il ne voit dans Margaret qu'une « dame de joie » qui restera déshonorée, à moins que Nigel ose épouser la fille d'un horloger.
Pendant ce temps, Richie Monoplies restitue au roi un collier de rubis indispensable à celui-ci pour paraître bientôt en public. Le roi avait en effet chargé Heriot de déposer ce collier en gage chez Trapbois, l'usurier assassiné, le père de Martha.

### Disgrâce de Dalgarno
La supplique adressée au roi par lady Hermione provoque la disgrâce de Dalgarno. Celui-ci est contraint de l'épouser. Il est en outre condamné à l'exil. Le mariage a lieu aussitôt. Dalgarno s'en dit satisfait. Car c'est l'argent de lady Hermione — qui appartient maintenant à Dalgarno — que Heriot a versé pour rembourser le créancier primitif, et acquérir une hypothèque sur la terre de Glenvarloch. Si la somme n'est pas remboursée le lendemain à midi, Dalgarno entre en possession des domaines de Nigel. Si Nigel veut retrouver son bien, il doit payer dans ce délai la somme due à l'homme d'affaires de Dalgarno, chez qui l'acte est déposé.
Nigel est lavé des bruits outrageants répandus sur lui. Pour ce qui concerne l'épée sortie dans le parc de Saint-James, le roi, touché de l'intervention de Margaret en faveur de Nigel, décide d'accorder son pardon.
Martha avance l'argent nécessaire à Richie, qui l'apporte en temps voulu à l'homme d'affaires de Dalgarno.
Le lendemain, Dalgarno prend la route de l'Écosse avec l'argent, en compagnie de l'épouse de John Christie, qu'il a séduite et enlevée. Ils sont attaqués par des brigands. Dalgarno est tué. Richie Monoplies, surgissant alors, tue l'un des brigands qui est par ailleurs l'assassin de Trapbois. L'argent est volé.

### Deux mariages
Veuve, lady Hermione dote Margaret, et assure le reste de ses biens à Nigel, son neveu. Le roi se lance dans des recherches généalogiques, et finit par trouver une ascendance noble à Margaret, afin qu'elle puisse épouser Nigel sans faire une tache aux armes de Glenvarloch. Le jour du mariage, Martha restitue son domaine à Nigel, et lui rend par la même occasion l'ordonnance du roi (que Trapbois avait volée). Ce qui permettra à Nigel de rembourser Martha.
Celle-ci vient de prendre pour époux Richie Moniplies, qui l'a protégée quand elle était abandonnée, qui est honnête et qui a le cœur bon, et qui a vengé la mort de son père. Le roi saisit une épée. Il veut anoblir Richie, mais en détournant le regard, car il a horreur des armes. Il manque lui crever un œil.

## Personnages
Si le récit se déroule à Londres, la plupart des personnages sont Écossais. En effet, nombreux furent les sujets de Jacques VI qui prirent après lui le chemin de la capitale anglaise.
Souverain, prince, courtisans, bourgeois, artisans, apprentis, bateliers de la Tamise, misérables crapules des bas-fonds : le roman fait vivre une centaine de personnages, desquels se détachent nombre de figures pittoresques. Certaines sont dotées d'une verve réjouissante, comme le roi, Richie Moniplies, sir Mungo, le barbier de Greenwich ou le cuisinier du roi…

### JacquesIer
Jacques VI d'Écosse et Ier d'Angleterre, « vice-roi du Ciel ». Écossais. Personnage historique. Une tournure gauche. Marche en se dandinant, comme un canard. Veut soutenir sa dignité, mais se dégrade sans cesse par d'inconvenantes familiarités. Se trémousse sur son fauteuil, tousse et se mouche quand il médite un long discours. Distribue des sobriquets. Aime les ris de veau et la fricassée de crêtes de coq.

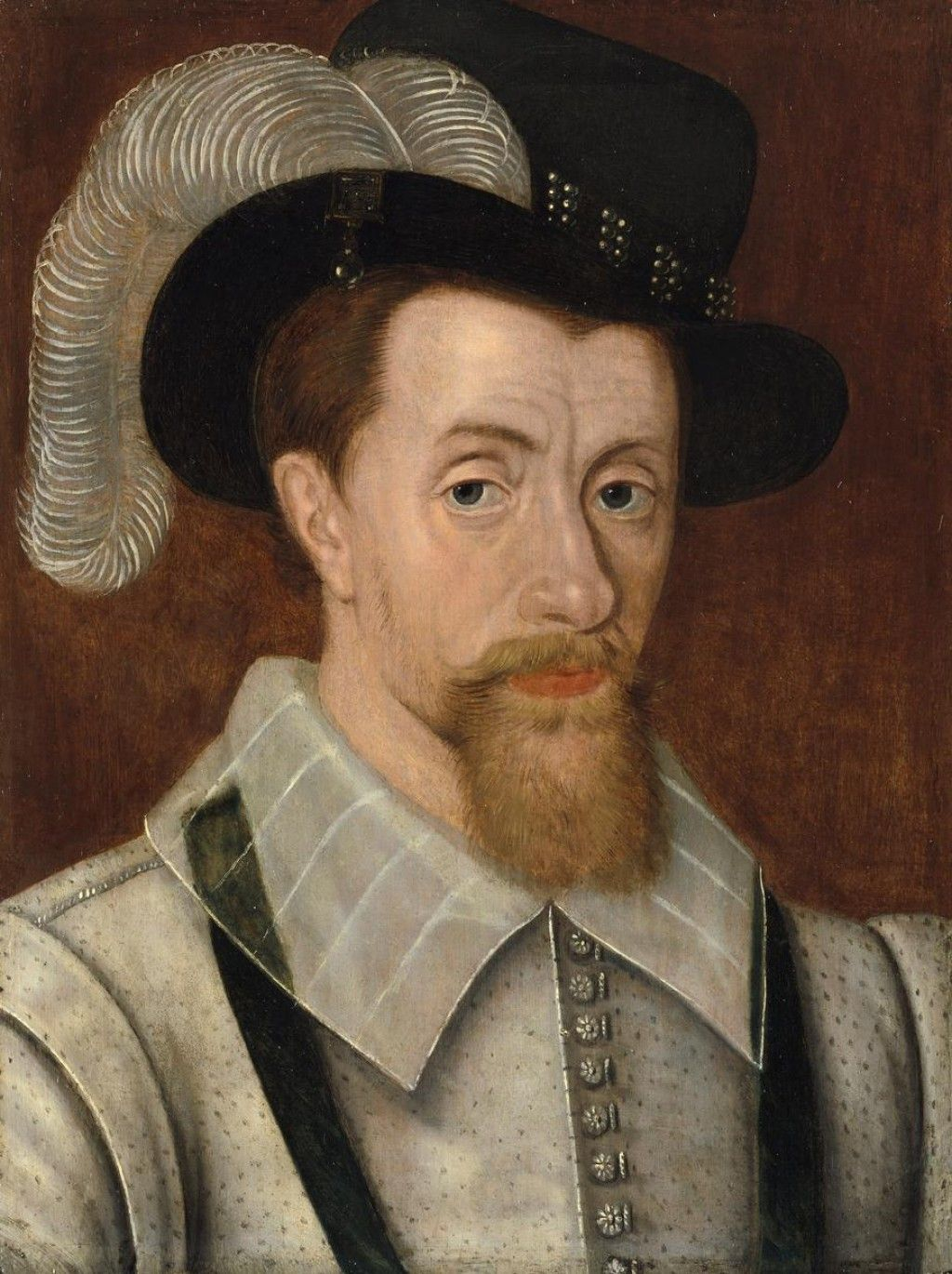
.

Indifférent au décorum. Un goût affirmé pour le commérage et les menues intrigues. Le poids de la représentation royale lui est très pénible. Préfère les petits comités où il peut jeter à vingt pas son épée et son ceinturon, se livrer « à tout l'élan de sa joyeuse humeur », courir et sauter partout, débiter des bons mots peu spirituels et peu délicats, qu'il accompagne de grands éclats de rire pour encourager la compagnie à l'imiter.
Profondément instruit sans avoir une seule connaissance utile, il aime la conversation des ignares. Il lit la Bible en hébreu. Il aime étaler son érudition, notamment par de constantes citations en latin. Jaloux de conserver ce qu'il croit être la véritable prononciation de la langue latine (c'est-à-dire avec l'accent écossais) plus encore que les prérogatives de sa couronne : il insiste parfois là-dessus dans ses discours au Parlement.
Bonhomme, indulgent. Un abord obligeant, affable. Un caractère bizarre. De la fantaisie. Quelques traits de l'esprit malin de sa mère, Marie Stuart. De la sagacité en bien des cas, sans posséder un jugement sain. Des sentiments religieux, mais des discours trop souvent profanes. Des idées d'économie passagères. Avare s'il faut donner de la main à la main, il dilapide s'il ne s'agit que de signer un mandat sur son trésorier.
Un caractère sans vigueur. Pacifique jusqu'à la timidité. Craint la guerre, alors qu'il pourrait faire des conquêtes. Il a des qualités, des bonnes intentions, mais il est complètement dépourvu de mâle sévérité et de fermeté. Sa capricieuse irrésolution prête à rire. S'il acquiert de la popularité auprès de ses sujets, elle n'est que passagère — les hommes respectant plus volontiers un souverain criminel que ridicule par sa faiblesse.
Cherchant tous les moyens de maintenir et de renforcer son autorité, il se laisse pourtant gouverner par les plus indignes favoris. Faisant valoir bien haut le moindre de ses droits, il les laisse fouler aux pieds. Naturellement juste et bienfaisant, il ne sait réprimer les injustices et les oppressions que se permet son entourage.
En dépit de sa timidité naturelle, il lui arrive en des instants critiques de déployer toute l'énergie de ses ancêtres. Mais les bonnes qualités qu'il montre à l'occasion ne sont pas assez solides ni constantes pour régler sa conduite générale. La présence d'esprit n'est pas son fort. Il aime la négociation, en y étant particulièrement maladroit. Capable de travailler aux affaires publiques, il les néglige pourtant pour le premier amusement qui se présente. Il ne joue pas un grand rôle dans la politique de l'Europe. En revanche, grand stratège en fait de bagatelles, il est prodigieusement actif quand il s'agit de se mêler d'affaires particulières de ses sujets.
Laffont et Bompiani voient dans ce personnage « l'une des créations les plus vivantes de Scott ».

### Autres personnages
- David Ramsay, horloger écossais, fabricant de montres et d'horloges du roi. Il a une boutique dans Fleet Street, près de la porte du Temple. « Profond et ingénieux artiste », passionné de mathématiques, qu'il applique à l'astrologie. Insouciant. Doué d'un bon cœur, quoique distrait et fantasque. Capable dans un de ses moments d'abstraction d'avaler la salière au lieu d'une croûte de pain. Jacques Ier a bien eu un horloger écossais de ce nom, mais sans rapport historique avec le personnage de Scott.
- Jenkin Vincent, dit Jin Vin, Anglais, environ 20 ans, apprenti en chef de Ramsay. Amoureux de la fille de celui-ci. Vif, malin. Des saillies, de la repartie. Des manières engageantes. Empressé, civil, serviable. Excellent à la balle au pied, dans les exercices de gymnastique et dans le maniement du sabre (il s'exerce avec un bâton). Connaît tous les passages, toutes les allées borgnes et toutes les cours des environs mieux qu'il ne connaît son catéchisme. Peut converser avec tous les bateliers de la Tamise dans leur jargon. Il les connaît tous, « depuis John Taylor le poète jusqu'à Grigg le grimacier, qui ne fait pas un geste sans montrer toutes ses dents ».
- Frank Tunstall, dit le Cavaliero Cuddy, ou le Noble Tunstall, originaire du Cumberland, apprenti anglais de Ramsay. Cousin au troisième degré d'un chevalier baronnet, il descend d'une de ces fières et anciennes familles qui réclament le titre d’irréprochable, pour leur fidélité à la maison de Lancastre au cours des guerres des Deux-Roses. Il a dans la physionomie quelque chose de noble et de modeste. Poli, obligeant, mais peu attiré par le contact avec la clientèle. Intelligent, porté sur l'étude, et notamment sur les mathématiques. Plus âgé que Jin Vin, et de caractère plus rassis et plus tranquille. Plus timide, plus réservé. Plus docile, plus régulier, plus attentif à ses devoirs. Mais, peu bavard, il ne sait pas se faire valoir. Moins habile que Jin Vin dans l'exécution et dans le rôle commercial ; mais, connaissant mieux la théorie de la mécanique, il ne saurait se contenter de la médiocrité dans la pratique. Vigoureux, agile, il excelle dans la pratique du bâton à deux bouts, mais ne se bat que par nécessité.
- Ursule Suddlechops, dite dame Ursley, dite la mère la Nuit. Un peu plus de 40 ans. Entremetteuse, faiseuse d'anges[16], guérisseuse, chiromancienne, confidente et conseillère des amants, ordonnatrice des festivités à l'occasion des mariages et des baptêmes, marchande de parfums, d'essences, de pommades, de parures de tête et de drogues. Disciple de la criminelle mistress Anne Turner (en), dont elle tient quelques secrets, comme la fabrication de l'empois jaune. Active et industrieuse, très adroite, hardie. Son principal mérite, selon elle, est de vouloir rendre service à son prochain. Discrète, honnête, bienveillante, serviable, fidèle — fidèle notamment à son intérêt. Les parties sombres et tristes de son caractère sont masquées par une apparence de bonne humeur, par de l'enjouement et des plaisanteries. Trouve son intérêt à être toujours de l'avis des autres, quoi qu'ils puissent dire.
- Benjamin Suddlechops, dit Gaffie, barbier le plus renommé de Fleet Street, époux de dame Ursule. Soigne cheveux, barbes et moustaches, tire le sang au moyen de ventouses ou d'une lancette, arrache les dents, soigne les bobos et tire la bière dans son débit clandestin.
- Margaret Ramsay, dite Marget, Écossaise, fille de David, filleule de George Heriot. Environ 20 ans. Vive, enjouée, amène, et surtout excellent cœur. De la justesse et de la vivacité d'esprit. De la force de caractère, qu'elle cache sous mille lubies. Parfois « évaporée », selon son parrain. Capricieuse et fantasque. De l'impatience. N'aime ni la contradiction ni les reproches. Des jugements parfois un peu précipités. Lit des romans et du théâtre, ce qui lui vaut un penchant pour le romanesque. Fière, cette bourgeoise aime la noblesse « comme un Gallois aime le fromage[17] », et garde dans son cœur « avec autant de soin qu'un avare serre son or dans son coffre » la mémoire du duc de Darevil, dont son père descendrait. Elle a une fortune à elle, dont elle pourra disposer sous peu : 200 livres sterling de rente en bonnes terres, qui lui viennent de son aïeul maternel, vieux marchand de savon.

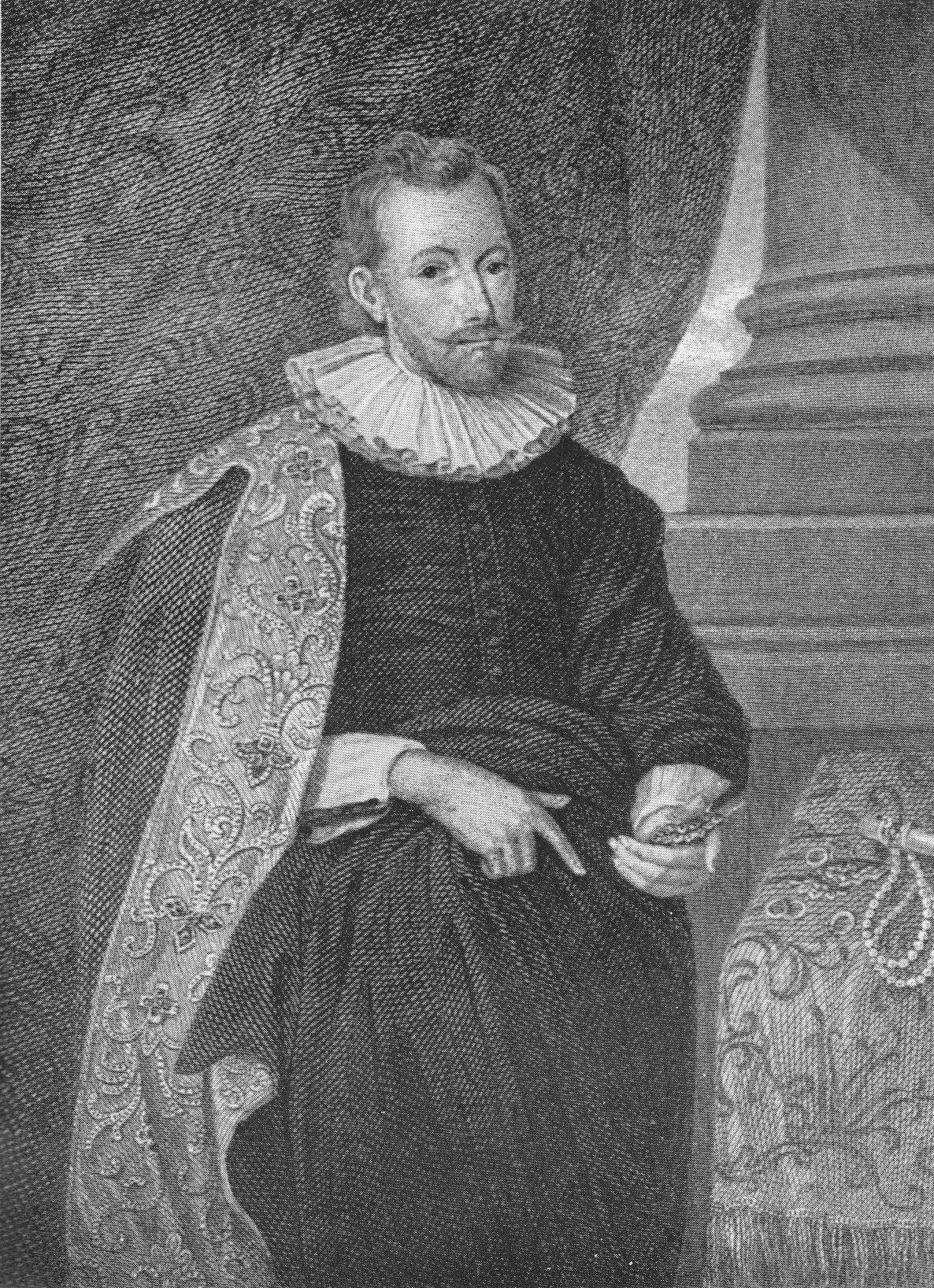
L'orfèvre George Heriot.

- Richie (Richard) Moniplies, jeune Écossais, fils de Mungo Moniplies, boucher à West Port à Édimbourg. Domestique de Nigel Olifaunt. Précisien[18]. Grand, robuste. Une démarche raide, une tournure gauche, un air important, des manières graves. Pauvre et orgueilleux, menteur et fanfaron. Une présomption imperturbable et opiniâtre, qui fait le fond de son caractère. Effronté, impudent, retors. Pédant. Dogmatique. Superstitieux. Ni tapageur ni querelleur, à moins qu'il ne soit fortement provoqué. Intrépide, avisé, adroit, riche en expédients. Un attachement constant et dévoué à Nigel. Cependant, quelque sottise qu'il fasse, il se plaint comme si toute la faute était à son maître. Prodigieux, savoureux et intarissable bavard. Une verve effervescente.
- George Heriot (en) (Geordie Tin-tin, pour le roi), riche et vieux bourgeois écossais de Lombard Street, dans la Cité. Orfèvre de la maison du roi, et quelquefois son banquier. C'est le père de Nigel qui, plus de vingt ans auparavant, l'introduisit auprès de la famille royale d'Écosse. Ami de l'horloger Ramsay. Parrain de Margaret. Confident du roi. De la bonne humeur. De la fermeté quand il faut. Prudent et formaliste. Personnage historique.
- Raredrench, apothicaire, voisin de Ramsay et de Suddlechops. Plus de mots scientifiques que de science.
- Nigel, lord Olifaunt de Glenvarloch, de la ville de Kirkcaldy, dans le comté de Fife. Orphelin écossais, 22 ou 23 ans. Très vigoureux. A étudié à l'université de Leyde. Des manières franches et simples, civil et avenant. Généreux. Des principes d'honneur. Un orgueil de famille, mais subjugué et presque caché par du bon sens et de la politesse. Un caractère peu communicatif. De la prudence, du sang-froid, une excellente mémoire, une facilité étonnante pour les calculs. Ferme et intrépide. Mais une conduite « incertaine et puérile ». A pris l'habitude d'être à charge aux autres. Inactif, inerte, passif, spectateur de sa vie, incapable d'allumer du feu ou de s'habiller sans l'aide d'un domestique, il est ballotté au gré des rencontres : « Tout le mal ou tout le bien qui m'est arrivé, reconnaît-il, est l'ouvrage des autres et non le mien[19]. » Nigel incarne une noblesse frivole, comme frappée d'hébétude, laissant une bourgeoisie industrieuse s'activer à prendre sa place.
- John Christie, fils d'un Écossais et d'une Anglaise, revendeur pour la marine. Vit près du quai Saint-Paul, dans une maison qui sent le goudron et le vieux fromage « plus qu'un Gallois ne sent l'oignon[20] ». Logeur de Nigel. Tire déjà sur l'âge (« vieux boutiquier qui ne sait que vendre sa marchandise et cracher », selon Dalgarno). Brave homme, simple et honnête marchand. Juste et ponctuel, exact à remplir ses engagements. Sensible, crédule, indulgent. Grave et taciturne. Un naturel pacifique.
- Dame Nelly, épouse de John Christie. Une vingtaine d'années de moins que lui. Femme toute ronde, enjouée, aimant à rire, bavarde inextinguible. Attentive et douce. Bonne âme, ménagère diligente. Libérale et accommodante. Attirée par les jeunes gens nobles. Vaniteuse, inconséquente, présomptueuse.

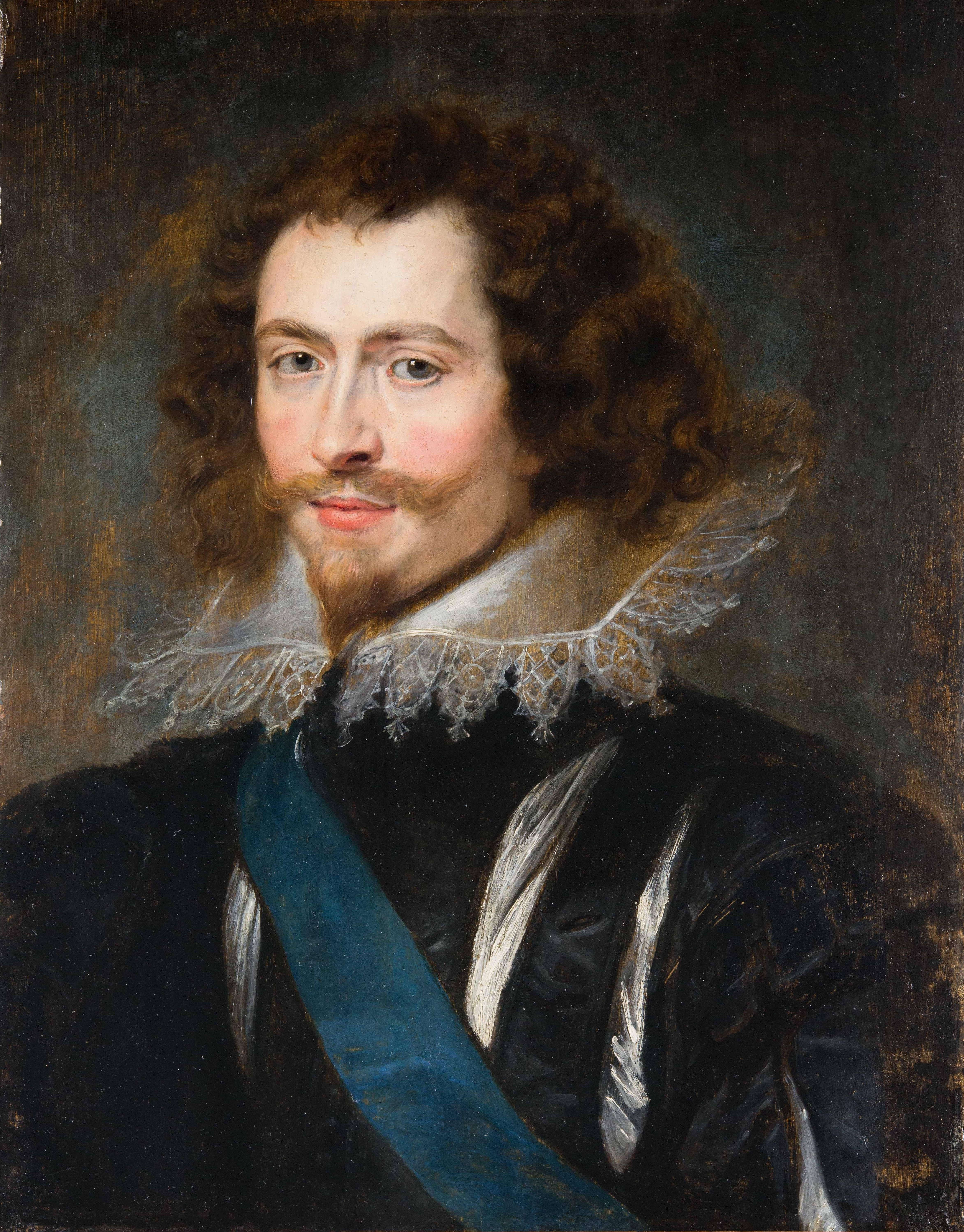
George Villiers, 1er duc de Buckingham, 1617-28, par Rubens.

- Mistress Doublefee, fille du vieil avocat Doublefee. Elle sauta par la fenêtre de la maison de son père pour épouser, à la dernière foire de mai, un Écossais.
- Laurie (Laurence) Linklater, Écossais autrefois apprenti chez Mungo Moniplies, le père de Richie. Il est aujourd'hui sous-chef de la cuisine du roi. Le souverain aimant émailler ses propos de citations latines, Laurie ne veut pas être en reste. Il recommande d'ailleurs à Nigel d'« assaisonner » lui-même ses paroles de latin, voire de grec, d'évoquer en hébreu le jugement de Salomon et d'« entrelarder le tout d'une ou deux plaisanteries », ce qui fera un plat fort au goût du roi[21].
- George Villiers, duc de Buckingham, Anglais, favori tout-puissant du roi (qui le surnomme Steenie) et du prince de Galles. Personnage historique, le même que dans Les Trois Mousquetaires d'Alexandre Dumas[22]. « Sauteur de haies[23] » (coureur de jupons). Une humeur libre et enjouée, une frivolité et une gaieté presque folles lui ont valu la faveur du roi. En présence du prince Charles, il se courbe sous les lois du respect, il n'est que gravité, il n'a que regards, mouvements et gestes composés. Il n'est pas d'un caractère tyrannique, mais il passe pour hautain, violent, vindicatif. Noble, brave, franc, généreux, mais fier, impérieux. Il est craint plus qu'il n'est aimé. Son orgueilleuse ambition porte toujours un caractère de franchise : malgré tous ses vices, il dédaignerait de s'avilir par un mensonge.
- Mungo Malagrowther, de Girnigo Castle. Plus de 60 ans, Écossais. N'a guère d'autres propriétés que son titre. Jadis attaché à la cour d'Écosse en qualité d'« enfant de fouet » du jeune Jacques VI (c'est-à-dire recevant les corrections à sa place). Un air atrabilaire et important. Lugubre. Des traits grotesques. La démarche d'une grue boiteuse. « Un vrai épouvantail, un vieux squelette » dont il est honteux qu'on le voie hors du charnier de St Pancras[24]. « Vieux goguenard à bouche sale. » Misanthrope, cynique, malicieux, envieux, sarcastique. Un caractère bouillant, un amour de la contradiction. Une humeur mordante, soutenue par un courage naturel. Aucune prudence, aucune adresse. N'a que des ennemis à la cour. Une légère surdité, dont il joue pour effectuer un tri dans ce qu'on lui dit. Le barbier de Greenwich ne tarit pas de louanges : « Un bel homme, rachetant la perte de ses doigts et les défauts de ses jambes par la longueur de son menton […] fort bel homme et fort aimable ; un très aimable gentilhomme, toujours de bonne humeur […] un excellent caractère. »
- Andrew Skurliewhitter, écrivain public de la porte du Temple. Mal peigné, vêtu de bougran. Âme sordide. Paroles mielleuses. Un air d'humilité puritaine. De la politesse vis-à-vis des clients d'importance.

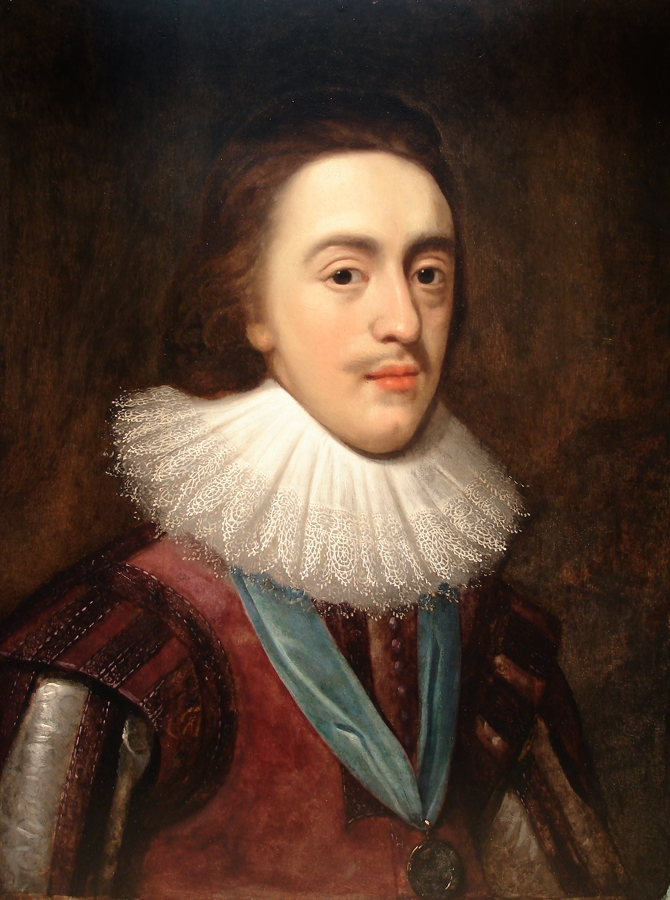
Charles, prince de Galles, vers 1623.

- Maxwell, Écossais, huissier de la chambre et vice-chambellan. La place lui a été obtenue par le père de Nigel. Il a l'ingratitude de refuser à Nigel l'entrée de la salle d'audience.
- Charles, prince de Galles (Baby Charles, pour le roi), le futur Charles Ier. Équitable et juste dans ses sentiments, quoique froid, dissimulé, hautain et, surtout, obstiné. Raide. Strict observateur du cérémonial. Plus d'orgueil que de prudence, selon sir Mungo.
- « Ma tante Judith », sœur de George Heriot, qui l'appelle toujours ainsi. Beaucoup de bon sens, mais plus puritaine que son frère.
- Erminia Pauletti, dite lady Hermione. Une femme charmante, mystérieuse, calme, d'une pâleur de mort. Si sa conversation est toujours sérieuse, elle n'est ni sévère ni trop grave. Selon Richie, il s'agirait d'un esprit : « Son corps est mort et a été mis en terre il y a bien longtemps. » Elle n'aurait d'autre lit qu'un cercueil d'ébène, garni de clous d'argent et doublé de damas. Il s'agit en réalité de la fille d'un marchand génois et d'une aristocrate écossaise de la maison de Glenvarloch. Lady Hermione est donc une proche parente de Nigel. Secrètement élevée par sa mère en Espagne, dans la religion réformée. Séduite jadis par Dalgarno, elle a été abandonnée par celui-ci.
- Le vieux comte d'Huntlingen, Écossais. Il avait arraché le jeune Jacques VI des griffes de Ruthven, qu'il avait poignardé. Cet exploit aurait dû lui permettre d'élever sa fortune. Il s'est refusé à en profiter. « L'honneur même », selon le roi. « Homme de la vieille roche, aimant à boire et à jurer. » Le vin lui monte facilement à la tête, ce qui nuit à sa réputation. Il fut le voisin du père de Nigel, et son ennemi. Les deux familles, après une haine de deux siècles, sont réconciliées depuis le jour où Jacques VI a ordonné aux adversaires de se serrer la main. Se présente à la cour suivi d'une vingtaine de vieux « habits bleus », à cheveux blancs et à nez rouges, sentant l'oignon et le genièvre, et portant boucliers, sabres et plaques d'argent massives indiquant qui est leur maître.
- Malcolm, lord Dalgarno, Écossais, environ 25 ans, fils du comte d'Huntlingen. Ami du prince Charles et de Buckingham. Courtisan actif, insinuant et artificieux, pervers et corrompu. Un air noble, de beaux traits. Affable. D'un abord franc et galant, sans mélange d'orgueil ni de hauteur. Peu d'esprit, mais possède le jargon à la mode. Égoïste, dur, menteur et parjure. Une effronterie déterminée. Se plaît à jouer le rôle de courtisan n'aimant que le plaisir et ses aises. Se tient toujours entre le sérieux et la plaisanterie. Laisse percer parfois des sentiments d'honneur et de courage. Son père s'avoue incapable de douter un instant de son honneur et de sa loyauté. Il s'étonne seulement qu'avec de telles qualités il soit bien vu à la cour.
- Lutin, orphelin « égyptien » (gitan), 17 ou 18 ans. Page de Dalgarno, qui l'a acheté à des nomades. Ses parents auraient été pendus. « Le plus grand vaurien, le plus grand voleur et le plus grand menteur de toute sa caste », de l'avis de son maître.
- Chevalier de Saint-Priest de Beaujeu, Gascon, environ soixante ans, tenancier de L'Ordinaire, un tripot pour jeunes gens à la mode, où il tient ordinary (table d'hôte). Un caractère suffisant et avantageux.
- Capitaine Jack Colepepper, ou Peppercull, ou « Lame de Forban ». Exerce « l'honorable profession qui vit en tuant les autres[25] ». Haute stature, vigoureux. Un air d'importance, martial, ferrailleur, hâbleur. Une impudence extrême. Tapageur et scélérat. Sanguinaire brigand, capable de barbarie, mais lâche pour affronter le péril. Joue serré, ne paie jamais ses dettes.
- Vicomtesse de Blackchester, Écossaise, une trentaine d'années, sœur de Dalgarno, qui l'a « mise à la disposition » de Buckingham[26].
- Vicomte de Blackchester, vieux goutteux d'un mérite très ordinaire et d'une intelligence des plus communes. Il n'a obtenu une place éminente que par le crédit dont jouit sa femme à la cour.
- Reginald Lowestoffe, étudiant fortuné du Temple menant une vie dissipée et extravagante. Passe dans les spectacles et les tripots le temps que son père imagine consacré à l'étude de la jurisprudence. Il estime que la connaissance des lois ne lui sera pas utile pour dépenser le revenu des terres dont il héritera. Un des beaux esprits du Temple. Il lit Ovide et Martial, travaille la vivacité de ses reparties et va chercher ses jeux de mots « un peu loin ». Il danse, fait des armes, brille à la paume[27], joue du violon et de la trompette, ce qui dérange Barratter, le vieil avocat occupant l'appartement du dessous. Vif, alerte, il connaît parfaitement la ville. Des manières franches et cordiales. Aussi bon qu'étourdi. Un désir d'obliger qu'il porte presque à l'excès.
- Jim, page de Reginald. Vif, intelligent. Un véritable esprit : il sert six maîtres, dont quatre demeurent dans des maisons différentes, et il se trouve toujours près de celui qui a besoin de lui. Du haut de l'escalier, il sait reconnaître le pas d'un créancier de celui d'un client, d'un légiste assesseur ou d'une jolie fille.
- Jack Hildebrod, ou « Jacob, premier du nom, duc Hildebrod, souverain de l'Alsace (en) » (bailli du sanctuaire de Whitefriars), où il tient une taverne de mauvaise mine. Énorme tonneau (objet auquel il ressemble « par sa tournure, son teint et son contenu »). Vieillard borgne, sac-à-vin à l'embonpoint monstrueux, au nez rubicond.
- Belzebuth, dit Belzie, bouledogue de Hildebrod. Énorme, rond et borgne, tout comme son maître.
- Un prédicateur des rues de Whitefriars, ou « mendiant à cheveux ronds ».
- Un procureur de Whitefriars, rayé du rôle pour quelques malversations. Il ne lui reste de sa profession que la coquinerie[28].
- Trapbois, dit le Doré, dit vieux Pierre Pilori, plus de 80 ans. Usurier réfugié à Whitefriars pour éviter les poursuites judiciaires que lui attirait sa cupidité. « Aussi sourd qu'un banc. » Son avarice lui a fait perdre la raison. Insensible au danger. Sa fille est le seul être humain qu'il aime.
- Le cabaretier du Vintry. Il ne consent à livrer le duc de Buckingham qu'argent comptant.
- Martha Trapbois, fille unique de l'usurier, plus très jeune, « laide comme le péché mortel ». Grande, maigre, flasque, desséchée. Bras et mains décharnés, pieds d'une largeur démesurée. Une épaule plus élevée que l'autre. Une physionomie revêche, désagréable, d'une gravité mélancolique. Des traits d'une « sauvage austérité », un teint fané, des yeux gris, des lèvres pâles. Rude, raboteuse, un ton de supériorité. Mais son caractère dur et acerbe peut donner de bons avis. Honnête. Du bon sens et de la sensibilité. Ignore le danger, comme son père. Vieille fille. Le capitaine l'a demandée en mariage, le curé aussi, mais elle rejette tous les prétendants.
- Monna Paula, ou mademoiselle Pauline, environ 50 ans, suivante de lady Hermione. Étrangère très réservée. Un caractère naturellement austère. Ne pardonne rien à la jeunesse ni à la gaieté. Jalouse de la faveur de sa maîtresse.
- Le barbier de Greenwich. Adroit artiste dont la langue est « aussi leste que les doigts ». Une faconde étourdissante.
- Nel Kilderkin, aubergiste de Greenwich, voisin du barbier. Gros homme, riche de plus de mille livres, à ce qu'on dit (« On gagne plus d'argent à flamber une tête de porc qu'à coiffer un courtisan », prétend le barbier). « Toute la taciturnité obstinée d'un Anglais[29]. » Renommé pour ses côtelettes de porc.
- Le substitut du shériff. Orgueilleux, fat, il fait tenir le bonnet à la main à tous les gens du quartier.

## Accueil
Le succès du livre auprès du public est immédiat. Quant aux critiques, ils lui reconnaissent à la fois de remarquables qualités et de gros défauts. Certains voient dans ce roman « l'une des œuvres les plus brillantes et les plus parfaites de Scott », tout en jugeant maladroite et superflue l'intrigue secondaire concernant lady Hermione. D'autres déplorent, en dépit de passages éclatants, le manque d'unité de l'intrigue. D'autres enfin voient dans cette histoire une brillante reconstitution historique, mais dénoncent une intrigue tortueuse et des personnages ternes — en exceptant le portrait de Jacques Ier.

## Premières traductions en langue française
- Les Aventures de Nigel. Traduit de l'anglais par le traducteur des romans historiques de sir Walter Scott, Paris, Charles Gosselin, Ladvocat, 1822, 4 vol. in-12. Selon Joseph-Marie Quérard, le traducteur est Auguste-Jean-Baptiste Defauconpret[30].
- Les Aventures de Nigel, trad. Fanny Angel Collet, Paris, Charles Gosselin, Ladvocat, 1822, 4 vol. in-12[31]. Cette traduction est faite pour les librairies Haute-Cœur et Gayet. Gosselin achète l'édition entière pour neutraliser la concurrence[30].
- Les Aventures de Nigel, trad. Albert de Montémont, Paris, Aubrée, 1831, in-8[30].

Les Aventures de Nigel n'a pas été réédité en français depuis 1897.

## Adaptation
Le roman est adapté en 1974, au Royaume-Uni, en une mini-série télévisée, avec Anthony Andrews dans le rôle de Nigel et Murray Head dans le rôle de Dalgarno.